# Герб Підлубів
Герб Підлубі́в — офіційний символ села Підлуби Ємільчинського району Житомирської області, затверджений 17 травня 2013 р. рішенням № 190 XXI сесії Підлубівської сільської ради VI скликання.

## Опис
Щит розтятий двічі на червоне, золоте і лазурове. На середньому полі дуб із чорним стовбуром і зеленою кроною. На зеленій базі два золоті дубові листки в косий хрест. Щит обрамований золотим декоративним картушем і увінчаний золотою сільською короною.

## Значення символів
Червоний колір — символ історичного Полісся. Золото символізує розвинене сільське господарство, зелень — природу, лазур — річку Уборть, яка поділяє село на дві рівні частини. Дуб і листки символізують першу історичну назву села.
Автор — Сергій Казимирович Лашевич.